# Larix olgensis
Larix olgensis (Russisch: Лиственница ольгинская; "Olgalariks" of "Olgabaailariks") is een kwetsbare larikssoort die is vernoemd naar de Olgabaai in het zuiden van de Russische kraj Primorje. De soort komt daar voor aan de kust van de Japanse Zee en aan de oostelijke uitlopers van het bergmassief Sichote-Alin op een hoogte van 500 tot 1100 meter. Verder komt de soort voor op enkele plaatsen in Noord-Korea en de Chinese provincie Heilongjiang. Ten noorden van 46 graden NB komt de soort niet voor. Een groot deel van het verspreidingsgebied strekt zich uit tussen de rivier de Maksimovka in het noorden en de Valentinbaai in het zuiden.
De bomen bereiken vaak een lengte van 25 meter, maar groeien soms tot 30 meter hoog. Omdat ze vaak groeien op steile hellingen die onder invloed staan van zeewind, worden ze vaak echter niet zo hoog en nemen een vorm aan met een gebogen stam en een grillige kroon. De soort heeft 2 tot 3 centimeter lange naaldachtige bladeren, die donkergroen van kleur zijn. De kegels zijn 1,8 tot 2,5 centimeter lang, in geopende staat bedraagt hun breedte 1,6 tot 2 centimeter.
De soort wordt soms gezien als een ondersoort van de Aziatische lariks onder de naam Larix gmelinii var. olgensis (Ostenf. & Syrach).
... · 
L. decidua (Europese lork) · 
L. gmelinii (Aziatische lariks) · 
L. griffithii · 
L. kaempferi (Japanse lariks) · 
L. olgensis · 
L. sibirica (Siberische lariks) · 
...